# Oxytropis yanchiensis
Oxytropis yanchiensis är en ärtväxtart som beskrevs av X.Y.Zhu, H.Ohashi och L.R.Xu. Oxytropis yanchiensis ingår i släktet klovedlar, och familjen ärtväxter. Inga underarter finns listade i Catalogue of Life.